# Giuseppe Verdi (Schiff, 1915)
Die Giuseppe Verdi war ein 1915 in Dienst gestelltes Passagierschiff der italienischen Reederei Transatlantica Italiana, das für den transatlantischen Passagier- und Frachtverkehr zwischen Italien nach New York eingesetzt wurde. 1928 wurde sie nach Japan verkauft und diente während des Zweiten Weltkriegs unter dem Namen Yamato Maru (jap. 大和丸) als Lazarettschiff. Am 13. September 1943 wurde die Yamato Maru bei den Philippinen von dem US-amerikanischen U-Boot USS Snook versenkt, wobei 33 Menschen ums Leben kamen.

## Italienisches Passagierschiff
Das 9.757 BRT große Dampfschiff wurde auf der Werft Società Esercizio Bacini in Riva Trigoso bei Genua gebaut und lief am 2. August 1915 vom Stapel. Das 147,2 Meter lange und 18,1 Meter breite Passagier- und Frachtschiff wurde für die 1897 in Genua gegründete Reederei Transatlantica Italiana Società Anonima di Navigazione (meistens nur Transatlantica Italiana genannt) gebaut und für deren Personen- und Güterverkehr zwischen Genua und New York City verwendet. Sie hatte ein baugleiches Schwesterschiff, die 9.754 BRT große Dante Alighieri, die im Februar 1915 auf der gleichen Werft fertiggestellt wurde.
Die Giuseppe Verdi hatte wie die meisten Ozeandampfer ihrer Zeit einen schwarzen Schiffsrumpf und weiße Aufbauten. Sie hatte zwei Schornsteine und zwei Masten und wurde von zwei Vierfachexpansions-Dampfmaschinen angetrieben, die auf zwei Propeller liefen und das Schiff auf bis zu 16 Knoten beschleunigen konnten. In den Passagierunterkünften konnten 100 Passagiere in der Ersten, 260 in der Zweiten und 1.825 in der Dritten Klasse befördert werden.
Am 4. November 1915 lief die Giuseppe Verdi in Neapel zu ihrer Jungfernfahrt über Palermo nach New York aus. 16 Tage später lief sie erstmals auf Ellis Island ein. Das Schiff blieb bis November 1928 auf dieser Route und lief dabei auch gelegentlich Boston an.

## Unter japanischer Flagge
1928 wurde das Schiff an die japanische Reederei Nippon Yūsen Kaisha (NYK) verkauft und in Yamato Maru umbenannt. 1937 diente es vorübergehend als Truppentransporter im Zweiten Chinesisch-Japanischen Krieg. 1940 wurde einer der beiden Schornsteine entfernt (er war nur eine optische Attrappe gewesen). Ab 1943 wurde das Schiff der Senpaku Un’eikai (engl. „Civilian Shipping Administration“) zugeteilt.
Am 11. September 1943 gegen 17 Uhr legte die Yamato Maru in Mutsurejima (Präfektur Yamaguchi) als Teil des Geleitzugs Nr. 195 ab. Der Konvoi, zu dem neben der Yamato Maru fünf weitere Schiffe gehörten, wurde von dem Zerstörer Shiokaze begleitet. An Bord der Yamato Maru befanden sich 916 Passagiere, 3.340 Tonnen Fracht und 3.000 kg Post.
Zwei Tage später, am 13. September 1943 um 02.06 Uhr morgens, wurde das Schiff auf der Position 30° 18′ N, 123° 35′ O von dem amerikanischen U-Boot USS Snook (Lt. Cdr. Charles Otto Triebel) torpediert und versenkt. Vier Besatzungsmitglieder und 29 Passagiere starben. Der Zerstörer Shiokaze warf 14 Wasserbomben ab, konnte aber keine Treffer auf dem amerikanischen U-Boot erzielen.